# Карл Еммануїл III
Карл Еммануїл III (італ. Carlo Emanuele III di Savoia; (27 квітня 1701 , Турин  — 20 лютого 1773 , Турин, Сардинське королівство ) — король Сардинії і герцог Савойський з 1730 року. Як полководець зіграв помітну роль в італійських кампаніях воєн за польську і австрійську спадщини.

## Життєпис
Карл Еммануїл — другий син герцога Савойського Віктора Амадея II та Анни Марії Орлеанської. Він носив титул герцога Аостського, після смерті старшого брата принца Віктора Амадея від віспи в 1715 році став спадкоємцем престолу, отримавши титул принца П'ємонтський.
У Верчеллі 15 березня 1722 року Карл Еммануїл Савойський одружився з принцесою Анною Крістіною Луїзою Пфальц-Зульцбаською (1704 — 1723). У цьому шлюбі народився один син. Карл Еммануїл був низькорослим і худорлявим, при дворі його в насмішку називали Карліно. Віктор Амадей II не мав любові до сина, прилюдно принижував його, змусив відмовитися від улюбленого заняття — полювання і навіть втручався в його сімейні справи. Так, король дозволив принцові спати з дружиною лише один раз на тиждень.
Після смерті першої дружини під час пологів, Карл Еммануїл Савойський одружився вдруге в Турині 23 липня 1724 року з Поліксеною Гессен-Рейнфельс-Ротенбургзькою. У цьому шлюбі народилося шестеро дітей.
У 1727 році Віктор Амадей зайнявся політичною освітою сина, вимагаючи присутності на його засіданнях з міністрами, а після проводив іспит, змушуючи пояснювати кожне прийняте ним рішення. Нарешті 3 вересня 1730 року Віктор Амадей відрікся від престолу на користь Карла Еммануїла III. Однак через рік, незадоволений тим, як веде справи його син, він надумав повернутися до управління державою. Карл Еммануїл наказав заарештувати батька і заслав його в замок Ріволі, де той помер у 1732 році.
Під час Війни за польську спадщину (1733—1738) Карл Еммануїл виступив на стороні Франції. Він розраховував розширити свою державу за рахунок територій сусіднього Міланського герцогства. За туринською угодою 1733 року, Франція визнавала за Сардинією таке право в обмін на допомогу у війні. Сардинські війська з мінімальними втратами окупували західну Ломбардію і взяли в облогу міланську фортецю. Потім об'єднані франко-сардинські війська під командуванням Карла Еммануїла завдали австрійській армії поразки біля Парми і Гуасталли. Підсумком війни став Віденський мирний договір, за яким Сардинія отримала австрійську частину Міланського герцогства (Новара і Тортон).
Овдовівши знову, в Турині 1 квітня 1737 року він одружився втретє з Єлизаветою Терезою Лотаринзькою (15 жовтня 1711 — 3 липня 1741), дочкою герцога Леопольда I Лотаринзького і Єлизавети Шарлотти Бурбон-Орлеанської. У цьому шлюбі народилося троє дітей. 
На початку Війни за австрійську спадщину (1740—1748) Франція знову запросила у Карла Еммануїла військової підтримки, проте сардинський король відмовив з побоювання, що Іспанія буде претендувати на територію Міланського герцогства, на яке у короля були свої плани. Крім того, в цьому випадку Сардинія виявилася б затиснута двома державами під владою Бурбонів, що поставило б хрест на планах Карла Еммануїла з розширення свого впливу в Італії. Більш того, Сардинія в 1742 році вступила у війну на боці Австрії, отримавши від Великої Британії фінансову підтримку в розмірі 250 тисяч фунтів щорічно.

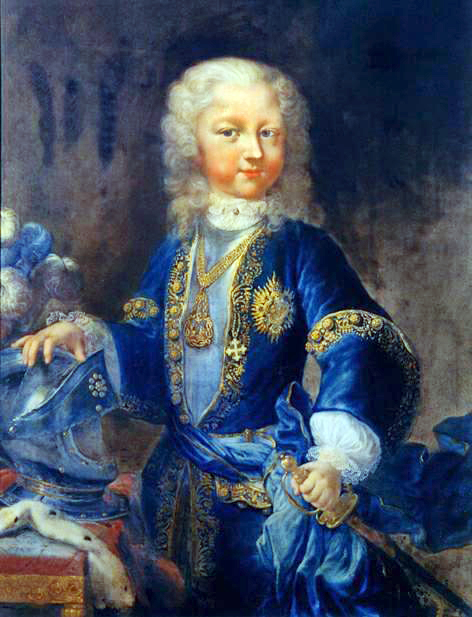
Герцог Аостський в дитинстві

Військові дії Карл Еммануїл почав з перемоги над іспанською армією, яку він змусив відступити на південь, до узбережжя Адріатики. Потім він виступив проти другої іспанської армії, що рухалася з боку Франції, і знову здобув перемогу. У 1744 році Франція формально вступила у війну, ускладнивши і без того невигідне становище сардинських військ, змушених мати справу з двома іспанськими арміями. Об'єднана французько-іспанська армія завдала Сардинським військам поразки і взяла в облогу Кунео, обороною якого Карл Еммануїл керував особисто. Король, вдавшись до тактики вилазок проти обозів і артилерії ворога, змусив французів зняти облогу і повернутися на зимівлю до Франції.
Вступ у війну Генуезької республіки на боці Франції та Іспанії в 1745 році зробив становище Карла Еммануїла, що мав у своєму розпорядженні 43 тисяч осіб проти 90-тисячної бурбонської армії, катастрофічним. Король намагався маневрувати, уникаючи вирішальної битви і зберігаючи армію, але втрачав при цьому одну за одною фортеці. Однак через рік, отримавши підтримку 12-тисячної венеційської армії, Карл Еммануїл розбив об'єднану армію супротивника і переломив ситуацію в Північній Італії. Сардинська армія повернула всі втрачені позиції, окупувала західну Лігурію і готувалася перенести військові дії на південь Франції.
Опір генуезців завадив цим планам, а незабаром Карлу Еммануїла довелося відбивати новий наступ французької армії на П'ємонт. Війна закінчилася в 1748 році підписанням Ахенського миру. Карл Еммануїл проявив себе вмілим перемовником, виторгувавши для себе Віджевано. На випадок нової війни він ретельно зміцнив гірські переходи в Альпах. Скориставшись конфліктом на Корсиці, безперешкодно окупував архіпелаг Ла-Маддалена.
Карл Еммануїл відмовився від участі в Семирічній війні, бо наприкінці життя вирішив зосередитися на реформуванні свого виснаженого війнами королівства. Так, у 1771 році він дозволив селянам викуповувати землю у дворянства, але під тиском еліти скасував власні починання. Прихильник абсолютизму, Карл Еммануїл скасував стародавні привілеї Аостської долини. Залучав при своєму дворі історіографів, зокрема, був покровителем архівних пошуків Мураторі.

## Родина

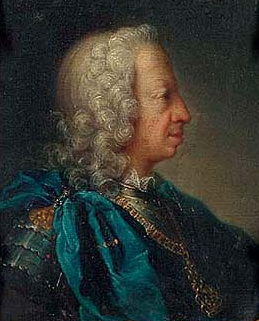
Карл Еммануїл III

1 Дружина — Анна Крістіна Луїза Пфальц-Зульцбаська (1704—1723).
Діти:
- Віктор Амадей Теодор (1723—1725), герцог Аостський.

2 Дружина — Поліксена Гессен-Рейнфельс-Ротенбургзька (1706—1735).
Діти:
- Віктор Амадей III 1726—1796) — король Сардинії, одружився з інфантою Марією Антонією Іспанською (1729—1785);
- Елеонора Марія (1728—1781) — принцеса Сардинська і П'ємонтська;
- Марія Луїза (1729—1767) — принцеса Сардинська і П'ємонтська;
- Марія Феліціта (1730—1801) — принцеса Сардинська і П'ємонтська;
- Еммануїл Філіберт (1731—1735) — герцог Аостський;
- Карл Франциск Ромуальд (1733—1733) — герцог Шабле.

3 Дружина — Єлизавета Тереза Лотаринзька (1711—1741), дочка герцога Леопольда I Лотаринзького і Єлизавети Шарлотти Бурбон-Орлеанської.
Діти:
- Карл Франциск (1738 — 1745) — герцог Аостський;
- Марія Вікторія Маргарита (1740 —1742) — принцеса Сардинська і П'ємонтська;
- Бенедикт (1741 —1808) — герцог Шабле, одружився зі своєю племінницею Марією Анною Кароліною Савойською (17 грудня 1757 —1824).